# N631 (België)
De N631 is een gewestweg in de Belgische provincie Luik. De weg verbindt de N614 in Amay met de N684 ten oosten van Villers-le-Bouillet. De lengte is ongeveer 2 kilometer.

## Plaatsen langs de N631
- Amay
- Jehay
- Villers-le-Bouillet